# Condado de Pestagua
El condado de Pestagua es un título nobiliario español creado el 14 de abril de 1770 por el rey Carlos III, con el vizcondado previo de Salamanca, en favor de Andrés de Madariaga y Morales, quien era el alcalde designado de Cartagena de Indias y héroe de la resistencia del Sitio de Cartagena de Indias en 1741, como defensor contra los ingleses en la entrada del Río Magdalena.

## Condes de Pestagua
|                         | Titular                                            | Periodo                 |
| Creación por Carlos III | Creación por Carlos III                            | Creación por Carlos III |
| ----------------------- | -------------------------------------------------- | ----------------------- |
| I                       | Andrés de Madariaga y Morales                      | 1770-1791               |
| II                      | Andrés de Madariaga y García Olano                 | 1791-¿?                 |
| III                     | María Antonia López de Tagle y Madariaga           | ¿?-1812                 |
| IV                      | Joaquín Rodríguez Valcárcel y López de Tagle       | 1812-1860               |
| V                       | Joaquín Rodríguez de Valcárcel y Castillo          | 1860-1895               |
| VI                      | Joaquín Rodríguez de Valcárcel y de León           | 1895-1905               |
| VII                     | José Antonio Rodríguez de Valcárcel y de León      | 1906-1913               |
| VIII                    | María del Pilar Rodríguez de Valcárcel y de León   | 1916-1930               |
| IX                      | Fernando Núñez Robres y Rodríguez de Valcárcel     | 1935-1936               |
| X                       | José Antonio Núñez Robres y Rodríguez de Valcárcel | 1936/1952-1972          |
| XI                      | Fernando Luis Núñez-Robres y Escrivá de Romaní     | 1976-hoy                |

## Historia de los condes de Pestagua

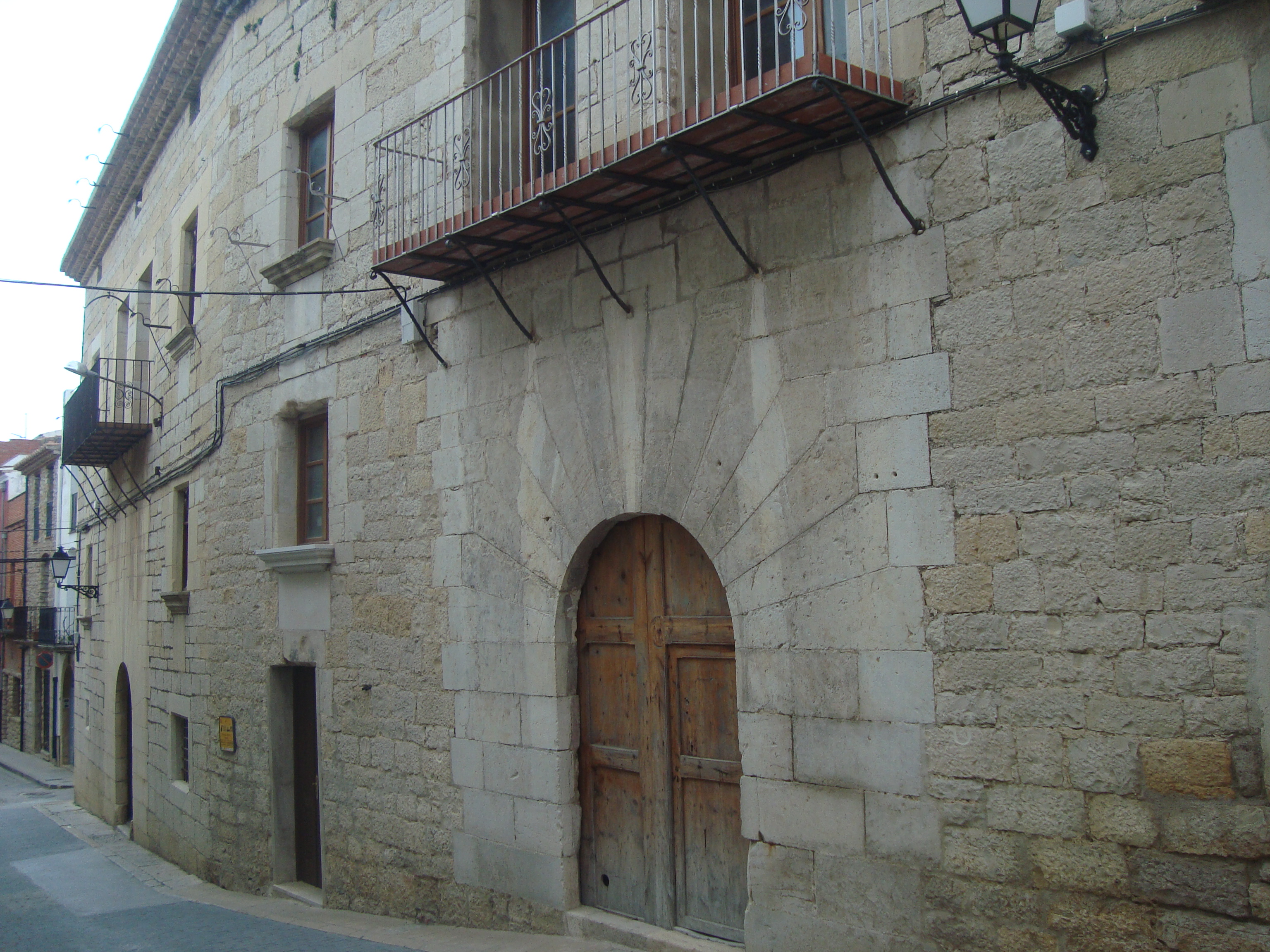
Palacio del Conde de Pestagua en Chert

- Andrés de Madariaga y Morales (Cartagena de Indias, 31 de enero de 1724-Santafé, 7 de octubre de 1791), I conde de Pestagua, doctor en Cánones, capitán de caballos corazas, alcalde mayor de Cartagena de Indias, hijo de Andrés de Madariaga y Álvarez de Mondragón, y de María Antonio de Morales Negrete, natural de Cartagena de Indias.[4]

Casó en primeras nupcias, el 20 de abril de 1744, con María Josefa Fernández de Gandarillas Jimeno, nieta de Sancho Jimeno, padres de cuatro hijas. Contrajo un segundo matrimonio, en Mompox en 1767, con María Luisa García Olano, de quien tuvo seis hijos, cuatro mujeres y dos varones. Sucedió, supuestamente, su primogénito de su segundo matrimonio, aunque parece que utilizó el título pero no oficialmente, y no figura como conde en algunas genealogías y es su sobrina, María Antonia López de Tagle y Madariaga, la que figura en algunas genealogías como la II condesa de Pestagua:
- Andrés de Madariaga y García Olano, II conde de Pestagua.[7]

Casó con María Ramona de Salas y Ordóñez. Sucedió su sobrina, hija de María Teresa de Madariaga y Fernández de Gandarillas (1747-10 de junio de 1781), la hija primogénita del primer matrimonio del I conde de Pestagua, y de José Antonio López de Tagle y Ortiz (baut. catedral de Santander, 16 de diciembre de 1734), alguacil mayor propietario del tribunal de la Inquisición, hijo de José López Tagle y Ruiz, natural de Monegro, y de María Ortiz Muñoz.
- María Antonia López de Tagle y Madariaga (1777-30 de agosto de 1812), III condesa de Pestagua.[9]

Casó en Cartagena de Indias con Manuel Joseph de Escobar y Monroy, caballero de la Orden de Carlos III, hijo de los condes de Torohermoso, padres de Ana Joaquina y María Manuela de Escobar Monroy y López de Tagle (m. 14 de octubre de 1793), III condesa de Torohermoso.  Contrajo segundas nupcias, el 1 de agosto de 1798, en Madrid, con Juan Nepomuceno Rodríguez de Valcárcel y Montañez (m. 14 de febrero de 1827). Le sucedió su hijo del segundo matrimonio:
- Joaquín Rodríguez de Valcárcel y López de Tagle (1799-14 de febrero de 1860), IV conde de Pestagua.[9]

Casó, el 10 de enero de 1827, con Ana del Castillo y Navia, hija de Pedro del Castillo y Almunia, II marqués de Jura Real, y de su segunda esposa, María de la Concepción Navia Osorio. Sucedió su hijo:
- Joaquín Rodríguez de Valcárcel y Castillo (11 de septiembre de 1827-3 de julio de 1895), V conde de Pestagua,[9] caballero de la Orden de Montesa, caballero maestrante de Valencia, gran cruz de la Orden de Isabel la Católica y teniente coronel de artillería.[9]

Casó, en primeras nupcias, el 15 de mayo de 1858, con María de la Concepción Miquel y Feliú (m. 3 de abril de 1881). Contrajo un segundo matrimonio, el mismo año que enviudó, con  María del Milagro de León y Liñán, VI marquesa de la Roca, hija de José María Diego de León y Juez-Sarmiento, II conde de Belascoáin y V marqués de la Roca, y de su esposa María del Pilar de Liñán y Fernández-Rubio. Sucedió su hijo del segundo matrimonio en 1895:
- Joaquín Rodríguez de Valcárcel y de León (2 de enero de 1883-26 de julio de 1905),[9] VI conde de Pestagua.[12][a]

Sucedió su hermano en 1906:
- José Antonio Rodríguez de Valcárcel y de León (28 de enero de 1892-25 de septiembre de 1913),[9] VII conde de Pestagua[13] y marqués de la Roca.[14] Sucedió su hermana en 1916:

- María del Pilar Rodríguez de Valcárcel y de León (19 de noviembre de 1862-3 de mayo de 1930),[9] VIII condesa de Pestagua[15] y VII marquesa de la Roca.

Casó, en Valencia el 25 de enero de 1907, con Fernando Núñez-Robres y Galiano (1882-1969), VII marqués de Montortal, VI marqués de la Calzada, VII marqués de Montenuevo, XX barón de Alcácer y caballero maestrante de la Real Maestranza de Caballería de Valencia. Era hijo de Fernando Núñez-Robres y Salvador, y de María del Carmen Caliano y Tales, VI marquesa de Montortal. En 1935, le sucedió su hijo:
- Fernando Núñez-Robres y Rodríguez de Valcárcel (11 de diciembre de 1911-Albacete, 10 de agosto de 1936),[9] IX conde de Pestagua y caballero maestrante de Valencia. Fue asesinado a los veintitrés años durante la guerra civil española.[9][17] Sucedió en 1936, con el decreto de convalidación expedido en 1952, su hermano:

- José Antonio Núñez-Robres y Rodríguez de Valcárcel (13 de noviembre de 1915[9]-28 de noviembre de 1972), X conde de Pestagua[18] VIII marqués de la Roca, VIII marqués de Montortal, VII marqués de la Calzada, VIII marqués de Montenuevo y XXI barón de Alcacer.

Casó en la iglesia de San Jerónimo el Real de Madrid, el 2 de diciembre de 1961, con María del Pilar Escrivá de Romaní y Patiño (, hija de los condes de Sástago. Le sucedió en diciembre de 1976, su hijo:
- Fernando Luis Núñez-Robres y Escrivá de Romaní (n. 7 de enero de 1963), XI conde de Pestagua,[20] IX marqués de Montortal,[21] VIII marqués de la Calzada,[22] IX marqués de Montenuevo, y XXII barón de Alcácer[23] y caballero maestrante de Valencia.

Casó, el 8 de junio de 1990 en Madrid, con María Patiño y Vilallonga, hija de los barones de Bétera. De este matrimonio nacieron: Fernando Núñez-Robres y Patiño (n. 1991), inmediato sucesor, IX marqués de la Calzada, caballero maestrante de Valencia; Buenaventura Núñez-Robres y Patiño (n. 1993), X marqués de Montenuevo, caballero maestrante de Valencia; y María Núñez-Robres y Patiño (n. 1996), XXIII baronesa de Alcácer.